# Hälsinglands runinskrifter 14
Runinskrift Hs 14, eller Malstastenen, är en runsten som nu återfinns i Hälsinglands museum i Hudiksvall, Hälsingland.

## Stenen
Stenen stod förr på en åker i Malsta i Rogsta socken, Hudiksvalls kommun, förklarande nog kallad Runstensåkern i Malsta, men uppmärksammades knappast. Man kunde urskilja en massa obetydliga punkter som uppfattades som förvittrade fragment av runor samt ornamenten, men då runstenar i Hälsingland inte är särskilt fåtaliga väckte den inget intresse förrän betydelsen i de fluglortsliknande tecknen uppdagades varmed den placerades i en egen liten skyddskur. En kopia av originalstenen står kvar på dess ursprungliga plats.
Malstastenen, som är mycket egendomlig och skriven med stavlösa runor, är en av två stenar som ristaren skapat. Den andra, Sunnåstenen, är en förenklad och förkortad version av denna. Malstastenens ornamentik är enkel och inte särskilt vacker, snarast primitiv. På stenens ristningsyta finns en hopringlad orm i vars kropp runtecknen finns och inuti slingan ett kors, och även två djurfigurer samt två spiraler finns på stenen. Stilen kallas Fågelperspektiv. Texten är lång och den översatta inskriften följer nedan:

## Inskriften
Translitterering av runraden:
§A hrumuntr| |rit… staina þina| |aftiʀ hikiulf- ⁓ brisa sun (⁓) in brisi uas lina sun : in lini uas unaʀ sun : in un ua… …faks| |sun i(n) (u)fak a þuris| |sun ¶ hrumunt hikiulfa sun faþi runaʀ þisaʀ : uiʀ sutum stin þina nur i balas…in : ¶ krua uas muþiʀ hikiulf… ¶ in þa barlaf in þa kuþrun ⁓ §B kiulfiʀ uarþ um lanti þisu in þa nur i uika þrim bium in þa lanakri| |in þa fiþrasiu
Normalisering till runsvenska:
§A Hroðmundr rett[i] stæin/stæina þenna/þessa æftiʀ He-Gylf[a] Brisa sun. En Brisi vas Lina sunn. En Lini vas Unaʀ sunn. En Unn va[s O]fæigs sunn. En Ofæig[ʀ v]a[s] Þoris sunn. Hroðmundr, He-Gylfa sunn, faði runaʀ þessaʀ. Viʀ sottum stæin þenna norðr i Balas[tæ]in. Groa vas moðiʀ He-Gylf[a]/He-Gylf[is]. En þa Berglôf/Berglæif. En þa Guðrun. 
§B Gylfiʀ varð um landi þessu, en þa norðr i vega/uika þrim byum, en þa Lønangri, en þa Fæðrasio.
Översättning till nusvenska:
Romund reste dessa stenar efter Hä-Gylve, Brises son. Och Brise var Lines son, Och Line var Uns son. Och Un var Ofegs son. Och Ofeg var Tores son. Groa var Hä-Gylves moder. Och sedan Berglov. Och sedan Gudrun, Romund, Hä-Gylves son, ristade dessa runor. Vi hämtade denna sten norrut på Balsten. Gylve förvärvade detta land och sedan norröver tre gårdar/byar och sedan Lönnånger och sedan Färdsjö.
Tolkning: Skriven med vanliga runor hade denna jätteskrift tagit mer än dubbelt så stor plats och det var bland annat därför som stavlösa runor utvecklades. Stenen handlar om hur Romund Gylfasson, som han idag skulle hetat, skryter om sitt enorma jordagods och varifrån han fått sin förnäma härkomst, med alla dessa namn i början. Ladvi och Gudrun, Romunds fastrar, sökte alltså upp stenen på noret vid Balsten, en plats med naturbildningar där stenar av detta slag lätt skulle hittas. Ordet Fä betyder rikedom och Fä-Gylfe måste ha varit otroligt rik, eftersom han ägde flera byar som till exempel Malsta, Lönnånger, Sunnås och Färsjö. Ristningen är en rättslig handling som dokumenterar sju generationers ägorätt till bygdens markområden.